# وتو (امیلیا-رومانیا)
وتو (به ایتالیایی: Vetto) یک کومونه در ایتالیا است که در استان رجو امیلیا واقع شده‌است.

## خصوصیات
وتو ۵۳٫۳ کیلومترمربع مساحت و ۱٬۸۶۰ نفر جمعیت دارد.